# 太乙真人
太乙真人（たいいつしんじん　繁体字: 太乙眞人; 簡体字: 太乙真人; 拼音: Tàiyǐ Zhēnrén）は中国の小説『封神演義』に登場する仙人で、崑崙十二大師の一人。
乾元山・金光洞の主。九竜神火罩という、敵を包み込んで火で焼く宝貝（パオペイ）をもっている。
玉虚宮の命令により、将来姜子牙の補佐をさせるために霊珠子を下界に送り込んだ。これが哪吒である。哪吒が7歳（身長6尺）の時東海龍王の息子を殺した罪を償うために自害すると、母親に行宮を建てるよう頼めと哪吒に指示した。三年受香すれば哪吒は蘇るはずだったが、李靖が後難を懼れて行宮を破壊してしまったため、太乙真人は彼を蓮華精として復活させた。後に哪吒を三面八臂の姿に変えている。
十絶陣の戦いで他の兄弟弟子と共に西岐を訪れ、姜子牙たちに助力した。その際に孫天君の化血陣を破っている。また誅仙陣・万仙陣の戦いでも兄弟弟子と共に戦った。